# Chişinău Vandtårn
Chişinău Vandtårn er et vandtårn i Moldovas hovedstad Chişinău beliggende på Mitropolit Bănulescu-Bodoni Vej 2. Det blev opført i slutningen af det 19. århundrede efter et projekt af Alexander Bernadazzi. Det var den primære del af Chişinăus vandforsyning. Den øverste del blev bygget i træ og blev ødelagt af et jordskælv. Det blev genopbygget i 1980–1983.
I en kort periode havde Chişinăus historiske museum hovedkvarter i tårnet.

## Struktur
Tårnet har en højde af 22 meter og murene er bygget af klippemateriale fra lokalområdet med nogle undtagelser af rækker af mursten. Murtykkelsen varierer fra 60 cm ved toppen til 2 m ved bunden. Inden i tårnet er det en vindeltrappe, som ved renoveringen af tårnet blev suppleret af en elevator. 
Et lignende tårn blev bygget ved krydset mellem Vasile Alecsandri Vej og Veronica Micle Vej, men dette eksisterer ikke længere.